# Mr. Saxobeat
"Mr. Saxobeat" é um single da cantora romena Alexandra Stan, lançado em 2011. A canção foi um sucesso na Romênia, permanecendo no número um na parada de singles do país. É o último dos três singles lançados a partir de Stan e se tornou seu single de maior sucesso e o primeiro a classificar-se em países fora da Romênia. Particularmente na Itália tem sido extremamente bem sucedida: alcançou o topo da parada de singles por quatro semanas consecutivas e ganhou disco de multi-platina. Mr. Saxobeat é uma canção eurodance que traz uma letra altamente sensual. A cantora Selena Gomez declarou ser fã da canção, tanto que performou o mesmo durante a sua turnê em passagem pela América Latina.

## Composição
O saxofone está presente durante toda a duração da música. Produzido por Marcel Prodan da Romênia, foi escrita pelo mesmo Prodan e por Nemirschi Andre. O texto fala de uma mulher que tenta encantar o homem. A música seguinte é chamado de "Get Back (ASAP)" e será o próximo single a ser lançado por Stan.

## Videoclipe
O vídeo de Sr. Saxobeat é feito em um centro policial e mostra a cantora que, junto com seus cúmplices, foi detida, interrogada e trancada em sua cela. No entanto, graças ao seu encanto pode enganar os guardas e foge disfarçada de policiais, juntamente com seus comparsas. O vídeo foi lançado em 15 de novembro de 2010, logo provando um sucesso notável.

## Track listings
| - Digital download / French CD single 1. "Mr. Saxobeat" (Radio Edit) – 3:15 2. "Mr. Saxobeat" (Extended Mix) – 4:15 - UK digital EP 1. "Mr. Saxobeat" (UK Radio Edit) – 2:31 2. "Mr. Saxobeat" (Extended Mix) – 4:15 3. "Mr. Saxobeat" (Hi Def Radio Edit) – 3:00 4. "Mr. Saxobeat" (Hi Def Mix) – 6:53 5. "Mr. Saxobeat" (Kenny Hayes Mix) – 5:30 - Italian CD single 1. "Mr. Saxobeat" (Paolo Noise Radio Edit) – 3:33 2. "Mr. Saxobeat" (Paolo Noise Extended) – 6:04 3. "Mr. Saxobeat" (Gabry Ponte Radio Edit) – 3:02 4. "Mr. Saxobeat" (Gabry Ponte Extended) – 6:03 5. "Mr. Saxobeat" (Ali6 Remix) – 3:22 6. "Mr. Saxobeat" (Wender Remix) – 5:55 | - German digital download 1. "Mr. Saxobeat" (Radio Edit) – 3:15 2. "Mr. Saxobeat" (Acoustic Version) – 3:01 3. "Mr. Saxobeat" (Extended Version) – 4:16 4. "Mr. Saxobeat" (Bodybangers Remix) – 5:51 5. "Mr. Saxobeat" (Bodybangers Remix Edit) – 3:23 - German CD single 1. "Mr. Saxobeat" (Radio Edit) – 3:17 2. "Mr. Saxobeat" (Acoustic Version) – 3:03 - German CD maxi single 1. "Mr. Saxobeat" (Radio Edit) – 3:17 2. "Mr. Saxobeat" (Bodybangers Remix Edit) – 3:22 3. "Mr. Saxobeat" (Extended Version) – 4:16 4. "Mr. Saxobeat" (Bodybangers Remix) – 5:50 5. "Mr. Saxobeat" (Acoustic Version) – 3:03 |

## Posições e certificações
| País — Tabela musical (2010-11)                | Posição de pico |
| ---------------------------------------------- | --------------- |
| Austrália (ARIA)                               | 19              |
| Austrália — ARIA Dance Chart                   | 5               |
| Áustria (Ö3 Austria Top 75)                    | 1               |
| Bélgica (Ultratop 50 da Valônia)               | 2               |
| Bélgica (Ultratop 50 de Flandres)              | 5               |
| Brasil — Billboard Hot 100 Airplay             | 8               |
| Brasil — Billboard Hot Pop & Popular           | 5               |
| Portugal — Top 40                              | 5               |
| Portugal — Top 50 Portugal Singles             | 39              |
| Canadá — Canadian Hot 100                      | 25              |
| República Checa (Rádio Top 100)                | 2               |
| Dinamarca (Hitlisten)                          | 1               |
| Finlândia (Suomen virallinen lista)            | 2               |
| França (SNEP)                                  | 6               |
| Grécia — IFPI Greece                           | 4               |
| O campo songid é OBRIGATÓRIO PARA PARADA ALEMÃ | 1               |
| Hungria (Dance Top 40)                         | 4               |
| Hungria (Rádiós Top 40)                        | 1               |
| Hungria (Single Top 40)                        | 8               |
| Irlanda (IRMA)                                 | 6               |
| Itália (FIMI)                                  | 1               |
| Países Baixos (Dutch Top 40)                   | 2               |
| México — Mexican Airplay Chart                 | 7               |
| Nova Zelândia (Recorded Music NZ)              | 4               |
| Noruega (VG-lista)                             | 2               |
| Polônia — Dance Top 50                         | 2               |
| Polônia — Video Chart                          | 1               |
| Romênia — UPFR                                 | 1               |
| Rússia — Russian TopHit 100                    | 2               |
| Escócia (Scottish Singles Chart)               | 2               |
| Eslováquia (Rádio Top 100)                     | 1               |
| Espanha (PROMUSICAE)                           | 3               |
| Suécia (Sverigetopplistan)                     | 3               |
| Suíça (Schweizer Hitparade)                    | 1               |
| Reino Unido (UK Dance Chart)                   | 1               |
| Reino Unido (UK Singles Chart)                 | 3               |
| Estados Unidos — Billboard Hot 100             | 21              |
| Estados Unidos — Billboard Hot Dance Airplay   | 1               |
| Estados Unidos (Billboard Dance Club Songs)    | 37              |
| Estados Unidos (Billboard Hot Latin Songs)     | 11              |
| Estados Unidos (Billboard Latin Pop Airplay)   | 13              |
| Estados Unidos (Billboard Tropical Airplay)    | 14              |
| Estados Unidos — Billboard Pop Songs           | 18              |

| País — Tabela musical (2011)    | Posição de pico |
| ------------------------------- | --------------- |
| Alemanha — German Singles Chart | 2               |

| País — Certificador   | Certificação (limiares de vendas) |
| --------------------- | --------------------------------- |
| Austrália — ARIA      | Platina                           |
| Canadá — Music Canada | Platina                           |
| Dinamarca — IFPI      | Platina                           |
| Alemanha — BVMI       | Platina                           |
| Itália — FIMI         | 2× Platina                        |
| Nova Zelândia — RIANZ | Ouro                              |
| Espanha — PROMUSICAE  | Ouro                              |
| Suíça — SRIA          | Platina                           |

## Data de lançamento
| País           | Data                    | Gravadora                                             |
| -------------- | ----------------------- | ----------------------------------------------------- |
| França         | 22 de novembro de 2010  | Play On                                               |
| Espanha        | 13 de dezembro de 2010  | Blanco y Negro Music                                  |
| Itália         | 28 de janeiro de 2011   | EGO Italy                                             |
| Bélgica        | 11 de fevereiro de 2011 | MediaPro Music Entertainment, Universal Music Belgium |
| Suíça          | 18 de fevereiro de 2011 | MediaPro Music Entertainment, SME                     |
| Dinamarca      | 18 de fevereiro de 2011 | MediaPro Music Entertainment, SME                     |
| Noruega        | 18 de fevereiro de 2011 | MediaPro Music Entertainment, SME                     |
| Suécia         | 18 de fevereiro de 2011 | MediaPro Music Entertainment, SME                     |
| Áustria        | 18 de fevereiro de 2011 | MediaPro Music Entertainment, SME                     |
| Alemanha       | 18 de fevereiro de 2011 | MediaPro Music Entertainment, SME                     |
| Estados Unidos | 24 de fevereiro de 2011 | Ultra Records                                         |
| Canadá         | 24 de fevereiro de 2011 | Ultra Records                                         |
| Reino Unido    | 21 de abril de 2011     | AATW                                                  |
| Austrália      | 1° de julho de 2011     | MediaPro Music Entertainment                          |